# Marc Didou
Marc Didou est un sculpteur français né à Brest le 22 mai 1963 .

## Biographie
Marc Didou a fait ses études à l’École Supérieure des Beaux-Arts de Brest.
Il a obtenu le Diplôme National Supérieur d’Expression Plastique en 1987, puis il s’est initié au travail de l’acier.
Il a réalisé ses premières sculptures en fer forgé en 1988.
Sa première exposition personnelle a eu lieu au Musée des beaux-arts de Brest en 1991.
Le Fonds Régional d’Art Contemporain de Bretagne lui a consacré une exposition au TNB à Rennes en 1993, puis au Musée de la Cohue à Vannes en 1995.
Il a enseigné à l’École Supérieure d'Arts de Brest de 1999 à 2004 avant de quitter sa fonction pour s'installer en Ligurie .
Son travail a été régulièrement exposé par la galerie Martini&Ronchetti de Gênes et par des institutions d’art en Italie : le Musée d’Art Contemporain de Villa Croce à Gênes en 2003, la Fondation Ragghianti à Lucques en 2004.
En 2005 est inaugurée à Turin la sculpture sonore Eco, installée dans le secteur de la Mole Antonelliana.
Il expose au Royaume-Uni, à la Queen’s University de Belfast en 2007. À cette occasion, une seconde variation d'Eco est acquise en 2008 pour célébrer le centenaire de l'université.   En 2012 un cycle d'expositions 'Marc Didou revisite le Panthéon Vénitien' a lieu au Palazzo Loredan Campo Santo Stefano, Institut des Sciences Arts et Lettres de Venise.  En 2013 il expose à la Bibliothèque de Philippe Daverio à Milan.  En 2015 son travail est de nouveau présenté en Bretagne, à Plouër-sur-Rance, par L'art au fil de la Rance, avec la collaboration du Fonds Régional d'Art Contemporain et le soutien de la Collection Pinault.En 2016 il présente à Landerneau, à la galerie de Rohan avec la contribution du FRAC l'exposition 'Juste une illusion'. En 2017 la ville de Fougères lui commande une œuvre en mémoire de Juliette Drouet, organise l'exposition 'Métamorphose(s)' et inaugure l'année suivante la sculpture Eco contre ciel qui est installée au jardin public de Fougères. En 2019 le Département du Finistère présente Marc Didou au château de Trévarez. En 2022 à la suite de l'exposition 'Retour d'expérience' au centre d'art contemporain de Kerguéhennec, le département du Morbihan fait l'acquisition de deux œuvres pour le parc de sculptures. La même année il participe à l'exposition 'Sensorama': de Magritte à la réalité augmentée au musée MAN de  Nuoro, Italie. 

## Œuvres
Marc Didou a été présenté par Mark di Suvero comme un des pionniers de l’art du fer forgé.
Jusqu’en 1998, il a réalisé des sculptures et des constructions modulaires en acier, souvent de grandes dimensions, dont les thèmes récurrents font référence à la biologie structurale et au corps humain.
Par la suite, il s’est détourné de l’approche empirique des matériaux pour se consacrer à une objectivité plus méthodique, voir scientifique. En 1996, il a débuté la série des sculptures par résonance magnétique nucléaire en s’appuyant sur les technologies de l’imagerie médicale. 
Dans ses installations, Marc Didou explore aussi l’interaction entre objet et phénomènes lumineux; il réactualise les lois de l’anamorphose dans le sens d’une mise en question de la notion du réel et du virtuel.

## Prix

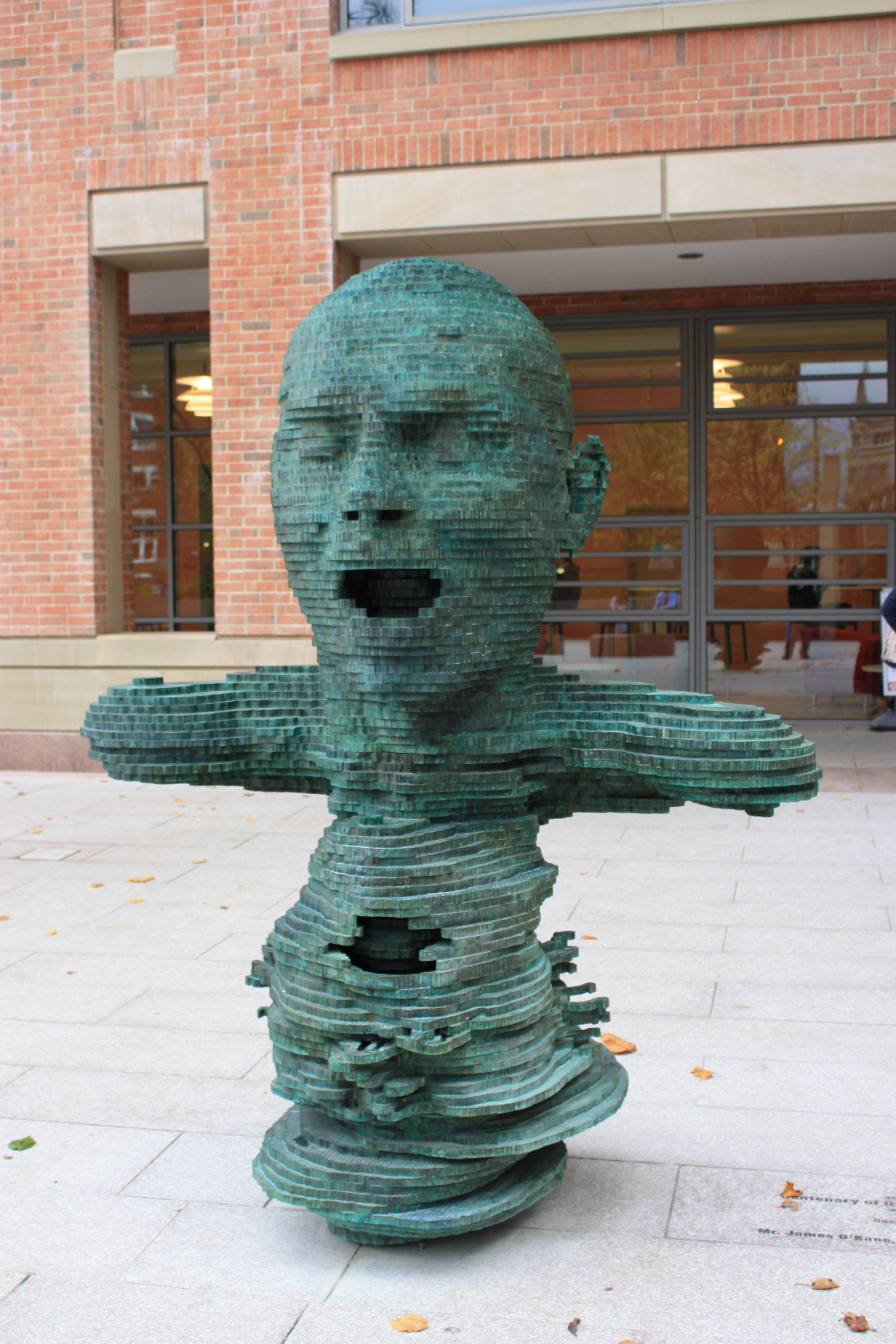
Belfast (414), October 2009

En 2005, le 56e Prix Michetti (it) lui est décerné pour sa sculpture Signe de l’autre I.
Cette œuvre était présentée dans l’exposition In and Out, Opere e Ambiente nella dimensione glocal à la Fondation Michetti de Francavilla al Mare.